# Wilhelm Lindemann (Komponist)
Wilhelm Lindemann (* 5. April 1882 in Berlin; † 8. Dezember 1941 ebenda) war ein deutscher Sänger und Musiker, Textdichter und Schlagerkomponist. Er war auch unter dem Pseudonym „Fritze Bollmann“ bekannt.

## Leben
Sein Marsch Unter dem Grillenbanner (1908, „Marsch. (-Potpourri.) Über Walzermelodien des Joh. Strauß Sohn“) zitiert u. a. dessen Walzer Grillenbanner op. 247 (1861; Walzer I b als B-Teil des Marsches) sowie den Walzer Accelerationen (1860; Walzer III a im A-Teil des Trios). Das Kopfmotiv des Marsches ist allerdings nicht von Johann Strauss (Sohn), sondern der Walzer I a der Freudengrüße, op. 128 (1862), von Josef Strauss im 4/4-, statt im 3/4-Takt. Er ist bis heute im Repertoire vieler Marschkapellen enthalten. Sein 1912 erschienener Weihnachtsschlager Der Weihnachtsmann kommt (Eine Muh, eine Mäh) findet sich noch heute auf den Weihnachtsalben von Musikern wie Peter Alexander, Wolfgang Petry, Götz Alsmann oder der Fischer-Chöre. Er komponierte Operetten, von denen Heinrich Heines erste Liebe (1917) in Hamburg und Berlin mehrere hundert Aufführungen erreichte und 1922 als Stummfilm verfilmt wurde. Seine volkstümlichen Lieder und Stimmungsmusik trafen im Berlin der 1920er-Jahre den Zeitgeschmack. Sein Lied Trink, trink, Brüderlein trink aus dem Jahr 1927 erfreut sich ungebrochener Popularität.
Claire Waldoff nahm 1930 Lieder von ihm auf Schallplatte auf.